# Instrument òptic

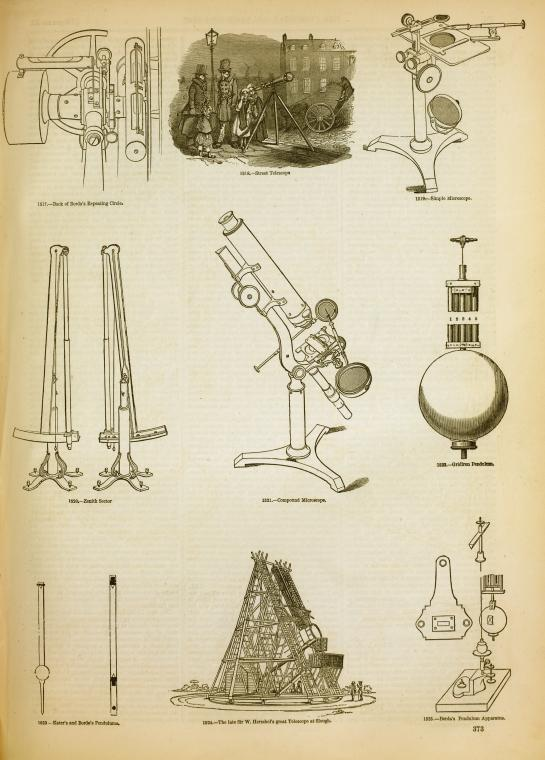
Una il·lustració d'alguns dels dispositius òptics disponibles per al treball de laboratori a Anglaterra el 1858

Un instrument òptic és un instrument que conté algun element òptic o be on la llum hi té un paper important Els instruments òptics poden ser formadors d'imatges (lupa, ullera astronomica, sistema de projecció, càmera fotogràfica, per exemple) o no formadors d'imatges (sistemes d'il·luminació o concentradors de plaques solars).

## Origen i usos
Els primers instruments òptics van ser telescopis utilitzats per augmentar la mida aparent d'objectes llunyans i microscopis i lupes utilitzats per augmentar la mida aparent d'objectes petits. Des dels dies de Galileu i van Leeuwenhoek, aquests instruments s'han millorat substancialment i s'han estès a altres porcions de l'espectre electromagnètic.

### Classificació

#### Instruments objectius o de projecció
Són instrumenst que proporcionen imatges reals que es poden captar en una pantalla. Els instruments objectius bàsics són
- Sistema de projecció
- Càmera fotogràfica

#### Instruments subjectius
Són instrumenst d'observació que donen imatges virtuals que pot captar un observador
Els instruments subjectius bàsics són
- Lupa
- Microscopi
- Ullera astronòmica

Combinant i modificant els instrumenst bàsics es poden conoformar la majoria d'instrumenst òptics.

### Característics pròpies dels instruments òptics
Augment : permet comparar les dimensiosn lineals o angulars de l'objecte i la imatge que s'obté a través de l'instrument. En alguns textos es parla, erroneament de magnficació
Camp: és la part d'objecte que es veu correctament a través d el'instrument
Claredat: compara les magnitud fotometriques de la imatge i de l'objecte. Quantifica la perdua de llum que es produeix en la imatge pel fet d'utilitzar ll'instrument
Resolució es refereix a la capacitat de l'instrument per percebre detalls de l'objecte

## Instruments de mesura
Alguns tipus d'instruments òptics s'utilitzen per analitzar les propietats de la llum o de materials òptics. Entre ells s'inclouen:
- Interferòmetre per mesurar la interferència de les ones de llum.
- Fotòmetre per mesurar la intensitat de la llum.
- Polarímetre per mesurar la dispersió o rotació de llum polaritzada.
- Espectrofotòmetre per mesurar la reflectivitat de la superfície d'un objecte.
- Refractòmetre per mesurar índex de refracció de diversos materials, inventat per Ernst Abbe.